# British Rail Class 395
Il treno British Rail Class 395 è un treno ad alta velocità sviluppato da Hitachi per l'utilizzo su servizi pendolari rapidi sulla linea High Speed 1, attualmente l'unica linea ad alta velocità esistente nel Regno Unito, e sulla futura High Speed 2.
Il convoglio è stato progettato e costruito dalla ditta giapponese Hitachi, prendendo come base gli Shinkansen Serie 400 (dismessi dal 2010) riammodernati.
Ogni convoglio è a potenza distribuita ed è costituito da 6 veicoli (i due estremi dotati di cabina di guida), il nome commerciale utilizzato a partire dalle Olimpiadi 2012 sarà Javelin.

## Veicoli "battezzati"
Alcuni convogli di questa serie sono stati "battezzati" con i nomi di alcuni famosi atleti britannici
| Unità   | Nome                |
| ------- | ------------------- |
| 395 001 | Kelly Holmes        |
| 395 002 | Sebastian Coe       |
| 395 003 | Steve Redgrave      |
| 395 004 | Chris Hoy           |
| 395 005 | Tanni Grey-Thompson |
| 395 006 | Daley Thompson      |
| 395 007 | Steve Backley       |
| 395 008 | Ben Ainslie         |
| 395 009 | Rebecca Adlington   |
| 395 016 | Jamie Staff         |